# Joaquín de Vargas y Aguirre
Joaquín de Vargas y Aguirre (Jerez de la Frontera (Cádiz) el 28 de septiembre de 1855 - 31 de enero de 1935) fue un arquitecto y matemático español. Fue arquitecto provincial de Salamanca desde 1890 donde desarrolló gran parte de su obra profesional, entre las que destacan la casa Lis y el Mercado Central de Salamanca. Durante su vida hizo dibujos de muchos de los edificios salmantinos.

## Biografía
Joaquín se traslada a Madrid para realizar estudios de Arquitectura (fundada en 1844), logrando el título a finales de 1883. Fue profesor en la Escuela madrileña de arquitectura al poco de acabar sus estudios, impartiendo clases de las asignaturas de "Resistencia de los materiales" e "Hidráulica". Simultaneó sus labores docentes con el estudio de la carrera de Ciencias Exactas, logrando su licenciatura en 1886. Durante esta primera fase colaboró con el arquitecto Enrique María Repullés y Vargas (uno de los representantes del eclecticismo de la época). Del que recibe una clara influencia. Junto con la influencia que supondrá la lectura de las obras de arquitectura racionalista de Eugène Viollet-le-Duc, tan populares en la época. Los inicios de la carrera de Joaquín se corresponden con el auge en el empleo de ciertos materiales, un ejemplo es el comienzo a finales del siglo XIX, de la denominada "arquitectura del hierro". Los estilos arquitectónicos en auge durante los inicios de la carrera de Joaquín eran los historicistas.
En 1889 queda vacante la plaza de arquitecto provincial de Salamanca a la que se presenta en concurso, logrando la plaza en 1890. A partir de este año reside en Salamanca y se casa el 15 de julio de 1893 con Juana Sánchez y Sánchez, hija del ganadero salmantino Ildefonso Sánchez Tabernero. Su amistad con el "padre Cámara" hizo que se adentrara en la vida social de la ciudad de finales del siglo XIX. Estas amistades lograron que fuese además arquitecto diocesano de Salamanca, Zamora y Ciudad Rodrigo. En 1898 trabaja en la realización del Mercado de Abastos introduciéndose en la Arquitectura del hierro, junto con la realización en 1905 del asilo-granja de La Vega. Realiza en 1905 una incursión en el modernismo realizando la Casa Lis por encargo de Miguel de Lis. Realiza en la ciudad diversas obras de restauración en la Catedral, la Universidad. 
Realizó trabajos de divulgación en diversos campos de la arquitectura y la matemática. En 1908 publica un libro de catálogo de curvas especiales.

## Obra arquitectónica
- Mercado Central de Abastos de Salamanca
- Casa Lis
- Palacio Episcopal de Salamanca
- Basílica de Santa Teresa en Alba de Tormes
- Iglesia de San Juan de Sahagún en Salamanca
- Asilos, Iglesia, Granja agrícola y dependencias del Asilo y de la Granja de la Vega
- Reforma de la Iglesia del Monasterio de Santa María de la Vega para convertirla en Capilla de la Fundación Rodríguez Fabrés